# Gornji Sjeničak
Gornji Sjeničak – wieś w Chorwacji, w żupanii karlowackiej, w mieście Karlovac. W 2011 roku liczyła 150 mieszkańców.